# 周玘
周 玘（しゅう き、258年 - 313年）は、西晋の武将。字は宣佩。呉興郡陽羡県（現在の江蘇省無錫市宜興市）の人。祖父は呉の鄱陽太守周魴。父は西晋の平西将軍周処。西晋末年に勃発した江南の反乱を三度に渡って鎮圧し、東晋政権樹立に大きな功を挙げた。子は周勰・周彝。

## 生涯

### 若き日
若い頃から意志が強く果断であり、感情を表に出さなかった。父の周処の風格を有していたが、文学に関しては及ばなかったという。家に籠って規範に則った暮らしを行い、濫りに朋友と交遊しなかったので、士大夫から深く敬われ、その名は重んじられる一方であった。
彼は初め州郡からの招聘に応じなかったが、それでも刺史から礼遇を受けたので、やがて仕官に応じて別駕従事に任じられた。その後、秀才に推挙され、議郎に任じられた。

### 石冰の乱
太安2年（303年）、妖賊の張昌・丘沈らが江夏において武装蜂起し、百姓はみなこれに付き従った。張昌らは監軍華宏・平南将軍羊伊・新野王司馬歆らを尽く返り討ちにし、さらにその勢力を拡大させると、配下の封雲を徐州へ、石冰を揚州へ侵攻させた。石冰は揚州刺史陳徽を撃ち破ると、諸郡を全て陥落させた。
12月、周玘は石冰討伐を目論み、密かにかつての南平内史王矩と結託すると、共に呉興郡太守顧秘を都督揚州九郡諸軍事に推戴し、諸州郡に石冰討伐の檄文を飛ばした。これにより以前の侍御史賀循は会稽において挙兵し、廬江内史華譚・葛洪・甘卓ら江東の人士もまた義兵を興して周玘に呼応した。周玘らは軍を進めて石冰が任官した呉興郡太守区山を攻め破り、区山とその諸長史を討ち取った。石冰は周玘挙兵を聞くと、配下の将軍羌毒に数万の兵を与えて周玘を迎撃させたが、周玘はこれを返り討ちにして羌毒を討ち取った。
永安元年（304年）、広陵度支陳敏は広陵から軍を率いて周玘救援に到来し、石冰の将軍の趙驡を蕪湖において討ち取った。2月、周玘は彼と軍を合流させると、建業において石冰を攻めた。3月、石冰は遂に敗走して徐州の封雲の下へ逃亡したが、封雲の司馬張統は石冰と封雲を斬り、西晋に降伏した。こうして揚州・徐州は平定された。周玘は郷里に戻ると軍を解散し、今回の功績を上言せず、朝廷からの褒賞を受け取らなかった。

### 陳敏の乱
陳敏は石冰を討伐した功績により広陵相に任じられていたが、彼は自らの勇略を頼みとして江東で自立しようと目論んだ。永興2年（305年）12月、陳敏は恵帝から詔を得たと称して揚州において挙兵し、楚公を自称した。彼は江南の士族を取り込もうと躍起になり、周玘もまた安豊郡太守に任じられ、四品将軍を加えられたが、彼は病と称してこれに応じなかった。陳敏は刑法も政治も明らかでなかったので、英俊な名士は誰も服従しなかったという。また、陳敏の子弟は凶暴であり、揚州には多くの災いが降りかかったので、周玘はこれを憂慮した。
永興3年（306年）2月、華譚は書面を送って周玘・顧栄らを説得すると、周玘らもまた元々陳敏を討とうと考えていたので、書を得た事により遂に決起した。周玘はまず、密かに鎮東将軍劉準に使者を派遣してこの事態を伝え、彼へ臨江へ出兵するよう命じると共に、自らが内応すると告げ、髪を切ってこれが偽りでない事を示した。劉準はこの時寿春にいたが、周玘の要請に応じて督護衛彦に軍を与え、東へ向かわせた。
当時、陳敏の弟の陳昶は呉興出身の銭広を司馬としていた。銭広の家は長城にあり、周玘とは同郷であったので、周玘は密かに銭広と内通すると、陳昶を殺すように仕向けた。銭広はこれに応じ、配下の何康を派遣して陳昶が書を読んでいる最中に斬り殺した。また、州内では既に陳敏を殺したと触れ回りって逆らうものは三族皆殺しに処すと告げ、さらに銭広を朱雀橋に派遣して橋の南に布陣させ、陳敏襲来に備えた。これに対して陳敏は甘卓に精鋭兵を尽く委ねて迎え討たせた。その為、周玘は顧栄と共に甘卓の下へ赴くと、共に陳敏を攻めるよう説得した。これにより甘卓は遂に陳敏に背くことを決めた。陳敏は1万人余りの兵を率いて西晋軍を迎え撃ったが、周玘らは以前の松滋侯相紀瞻とも軍を併せ、共にこれを撃ち破ってその勢力を潰滅させた。陳敏は単騎で北へ逃亡したが、江乗で義兵に捕らえられ、建康で斬り殺された。その三族も皆殺しとなった。
東海王司馬越は周玘の名声を聞き、招聘を掛けて参軍とし、今回の功績により朝廷からは尚書郎・散騎郎を授かったが、いずれも受けなかった。
同年（光熙元年）9月、琅邪王司馬睿（後の元帝）が江東に出鎮すると、周玘は倉曹属に任じられた。

### 銭璯の乱
永嘉4年（310年）2月、呉興出身の銭璯は、陳敏の乱に際しては義兵を挙げて討伐に貢献したので、司馬越より建武将軍に任じられて洛陽へ向かった。だが、広陵へ至った折に、漢の軍勢が洛陽に逼迫していると知り、恐れて進めなくなった。朝廷から軍期に従うよう促されると、銭璯は謀反を起こした。この時、尚書王敦もまた銭璯と共に洛陽へ向かっていたが、銭璯は王敦を殺そうとしたので、王敦は建康へ逃走して司馬睿に事態を告げた。銭璯は平西大将軍・八州都督を自称した。
銭璯が陽羡県へ侵攻すると、司馬睿は将軍郭逸・郡尉宋典らに討伐を命じたが、彼らは兵力が少なかった事から交戦しなかった。周玘は郷里の衆を纏め上げて義軍を興すと、郭逸らと合流した。そして軍を併せて共に進撃すると、銭璯を破ってその首級を挙げ、首を建康へ送った。
周玘は三度に渡って江南を平定したので、司馬睿はその功績を称え、周玘を行建威将軍・呉興郡太守に任じ、烏程県侯に封じた。

### 政変を企てる
相次ぐ反乱により、百姓は飢饉に喘ぎ、盗賊が横行するようになったが、周玘は甚だ威惠をもって統治に当たったので、百姓から敬愛された。これにより1年の間、領内は安寧となった。司馬睿は周玘が幾度も義軍を興して、勲功と忠誠が飛びぬけていた事から、呉興郡の陽羡・義郷・丹陽郡の永世を分割して義興郡を設置し、その功績を顕彰した。
永嘉の乱以降、北方士族は相次いで江南へ到来し、司馬睿の幕府の主要な地位を占め、江南の士族は多くが排斥された。周玘の宗族は強盛であり、人心も帰していたので、司馬睿は次第に疑い憚るようになった。その為、周玘は久しく重んじられず、内心これに不満を抱いた。また、幕僚である刁協からも軽んじられ、さらに不満は募った。当時、鎮東将軍祭酒王恢もまた同様に不満を抱いていたので、共に密かに政変を企てると、北方士族を排斥して南士と共に帝を奉じようと考えた。
建興元年（313年）4月、王恢は密かに流民の統領である夏鉄らと連携すると、彼らに淮・泗の地において挙兵するよう命じ、自らは周玘と共に三呉の地（呉郡・呉興郡・会稽郡）においてこれに応じる事となった。夏鉄は数百人の衆を纏め上げたが、臨淮郡太守蔡豹はこれを察知し、挙兵前に夏鉄を処断した。王恢は夏鉄の死を聞いて密防が漏れるのを恐れ、周玘の下へ逃走してきた。だが、周玘はこれを殺害すると、豕牢（厠）に埋葬した。

### 最期
司馬睿は周玘らの企みを知ったが、敢えてこれを秘めたまま咎める事なく、周玘を招聘して鎮東司馬に任じた。さらに建武将軍・南郡太守に任じた。周玘は命に従って南へ向かったが、蕪湖へ至った時に再び勅命が下り「玘の家は代々忠烈であり、義誠は顕著であり、孤は欽喜している所である。今、軍諮祭酒に任じ、将軍号については以前通り都市、爵位を公に勧める。俸禄については開国の例に倣うものとする」と伝えた。周玘は突如として建康に呼び戻される事に憤ったが、同時にこれは謀略が漏れた事が理由だと理解した。遂に憂憤から背中に疽を発し、やがて亡くなった。享年56。死に臨んで、子の周勰へ「我を殺したのは諸傖子である（傖とは呉人が中原の人を呼ぶときの蔑称）。この仇を討てるのは我が子だけだ」と語った。司馬睿からは輔国将軍を追贈され、忠烈と諡された。子の周勰が後を継いだ。

## 家系図
|  |  |      |      |      |      |      |      |  |  |      |      |      |      |      |      |  |  |      |      |      |      |      |      |  |  |      |      |      |      |      |      |
|  |  | 周魴 | 周魴 | 周魴 | 周魴 | 周魴 | 周魴 |  |  | 周処 | 周処 | 周処 | 周処 | 周処 | 周処 |  |  | 周靖 | 周靖 | 周靖 | 周靖 | 周靖 | 周靖 |  |  | 周懋 | 周懋 | 周懋 | 周懋 | 周懋 | 周懋 |
|  |  | 周魴 | 周魴 | 周魴 | 周魴 | 周魴 | 周魴 |  |  | 周処 | 周処 | 周処 | 周処 | 周処 | 周処 |  |  | 周靖 | 周靖 | 周靖 | 周靖 | 周靖 | 周靖 |  |  | 周懋 | 周懋 | 周懋 | 周懋 | 周懋 | 周懋 |
|  |  |      |      |      |      |      |      |  |  |      |      |      |      |      |      |  |  |      |      |      |      |      |      |  |  |      |      |      |      |      |      |
|  |  |      |      |      |      |      |      |  |  |      |      |      |      |      |      |  |  |      |      |      |      |      |      |  |  | 周莚 |      |      |      |      |      |
|  |  |      |      |      |      |      |      |  |  |      |      |      |      |      |      |  |  |      |      |      |      |      |      |  |  |      |      |      |      |      |      |
|  |  |      |      |      |      |      |      |  |  |      |      |      |      |      |      |  |  |      |      |      |      |      |      |  |  |      |      |      |      |      |      |
|  |  |      |      |      |      |      |      |  |  |      |      |      |      |      |      |  |  |      |      |      |      |      |      |  |  | 周賛 |      |      |      |      |      |
|  |  |      |      |      |      |      |      |  |  |      |      |      |      |      |      |  |  |      |      |      |      |      |      |  |  |      |      |      |      |      |      |
|  |  |      |      |      |      |      |      |  |  |      |      |      |      |      |      |  |  |      |      |      |      |      |      |  |  |      |      |      |      |      |      |
|  |  |      |      |      |      |      |      |  |  |      |      |      |      |      |      |  |  |      |      |      |      |      |      |  |  | 周縉 |      |      |      |      |      |
|  |  |      |      |      |      |      |      |  |  |      |      |      |      |      |      |  |  |      |      |      |      |      |      |  |  |      |      |      |      |      |      |
|  |  |      |      |      |      |      |      |  |  |      |      |      |      |      |      |  |  |      |      |      |      |      |      |  |  |      |      |      |      |      |      |
|  |  |      |      |      |      |      |      |  |  |      |      |      |      |      |      |  |  | 周玘 | 周玘 | 周玘 | 周玘 | 周玘 | 周玘 |  |  | 周勰 | 周勰 | 周勰 | 周勰 | 周勰 | 周勰 |
|  |  |      |      |      |      |      |      |  |  |      |      |      |      |      |      |  |  | 周玘 | 周玘 | 周玘 | 周玘 | 周玘 | 周玘 |  |  | 周勰 | 周勰 | 周勰 | 周勰 | 周勰 | 周勰 |
|  |  |      |      |      |      |      |      |  |  |      |      |      |      |      |      |  |  |      |      |      |      |      |      |  |  |      |      |      |      |      |      |
|  |  |      |      |      |      |      |      |  |  |      |      |      |      |      |      |  |  |      |      |      |      |      |      |  |  | 周彝 |      |      |      |      |      |
|  |  |      |      |      |      |      |      |  |  |      |      |      |      |      |      |  |  |      |      |      |      |      |      |  |  |      |      |      |      |      |      |
|  |  |      |      |      |      |      |      |  |  |      |      |      |      |      |      |  |  |      |      |      |      |      |      |  |  |      |      |      |      |      |      |
|  |  |      |      |      |      |      |      |  |  |      |      |      |      |      |      |  |  | 周札 | 周札 | 周札 | 周札 | 周札 | 周札 |  |  | 周澹 | 周澹 | 周澹 | 周澹 | 周澹 | 周澹 |
|  |  |      |      |      |      |      |      |  |  |      |      |      |      |      |      |  |  | 周札 | 周札 | 周札 | 周札 | 周札 | 周札 |  |  | 周澹 | 周澹 | 周澹 | 周澹 | 周澹 | 周澹 |
|  |  |      |      |      |      |      |      |  |  |      |      |      |      |      |      |  |  |      |      |      |      |      |      |  |  |      |      |      |      |      |      |
|  |  |      |      |      |      |      |      |  |  |      |      |      |      |      |      |  |  |      |      |      |      |      |      |  |  | 周稚 |      |      |      |      |      |
|  |  |      |      |      |      |      |      |  |  |      |      |      |      |      |      |  |  |      |      |      |      |      |      |  |  |      |      |      |      |      |      |
|  |  |      |      |      |      |      |      |  |  |      |      |      |      |      |      |  |  |      |      |      |      |      |      |  |  |      |      |      |      |      |      |
|  |  |      |      |      |      |      |      |  |  |      |      |      |      |      |      |  |  |      |      |      |      |      |      |  |  | 周続 |      |      |      |      |      |
|  |  |      |      |      |      |      |      |  |  |      |      |      |      |      |      |  |  |      |      |      |      |      |      |  |  |      |      |      |      |      |      |
|  |  |      |      |      |      |      |      |  |  |      |      |      |      |      |      |  |  |      |      |      |      |      |      |  |  |      |      |      |      |      |      |
|  |  |      |      |      |      |      |      |  |  |      |      |      |      |      |      |  |  |      |      |      |      |      |      |  |  | 周卲 |      |      |      |      |      |
|  |  |      |      |      |      |      |      |  |  |      |      |      |      |      |      |  |  |      |      |      |      |      |      |  |  |      |      |      |      |      |      |
|  |  |      |      |      |      |      |      |  |  |      |      |      |      |      |      |  |  |      |      |      |      |      |      |  |  |      |      |      |      |      |      |

1. ↑  『晋書』巻58に、周札から見て周勰は「次兄子」とあるので、周玘は周靖の弟である。
2. ↑  『晋書』巻58に「莚族兄続」、『資治通鑑』巻89に「札子続」とある。
3. ↑  『晋書』巻58に「従兄卲」とある。周勰・周莚と同世代。

## 仏教説話
唐代の『集神州三寶感通録』『法苑珠林』に収録された説話によると、周玘の家は代々仏教徒であった。周玘の娘は特に信心深かった。ある時、周玘の召使いが川で船に乗り、魚を捕っていると、網に金の仏像が掛かった。召使いが網を引っ張ってもビクともしなかったが、報告を受けた周玘が娘に網を引かせると、難なく引き揚げることができた。そこで娘は仏像を持ち帰り、ていねいに供養した。
その夜、娘は仏が膝頭の痛みを訴える夢を見た。娘は仏のお告げと思い、仏像の膝頭を見ると、確かに穴が空いていた。そこで娘は、大切にしていた金のかんざしを火で溶かし、膝頭を補修した。
その後、周玘は娘を呉郡の張澄に嫁がせた。仏像もまた張家の物となった。娘の病死後、死んだはずの娘が現れると、阿弥陀三尊が乗った紫雲が降りてきて娘を導き、天に昇っていったという。娘の死後、張家では斎戒を行わず、仏像を放置していた。張澄の曾孫が孫恩の反乱鎮圧に従軍した時、仏像に祈ろうとして、姿が消え失せていたことに気付いた。張家では前非を悔いて仏像が戻ることを願うと、老婆が仏像を売りにきた。その仏像は確かに張家の物で、また言い値はたいそう安かったので早速買い戻そうとした。しかし、金を払おうとすると老婆は消え失せてしまい、ただ光だけが残ったという。